# Saepe minus faciunt homines qui magna minantur
Saepe minus faciunt homines qui magna minantur - Traduzione latina, ad opera dello scrittore Fedro, di una locuzione greca dello scrittore greco Esopo, (VI secolo a.C.).
Traduzione letterale: "Spesso coloro che minacciano di fare grandi cose, fanno meno ". Significato translato: "È solo con la dimostrazione nei fatti, del proprio valore e delle proprie capacità, che si riesce a dimostrare il proprio valore".
Nella sostanza, gli sbruffoni, le persone piene di boria - per quanto con le loro parole cerchino di convincere gli altri di essere capaci di fare grandi cose, di avere enormi capacità - nella realtà della vita quotidiana si dimostrano quasi sempre dei semplici venditori di aria fritta.
Chi ha delle capacità ed è consapevole di esserne in possesso - nella morale del detto - non sbandiera al mondo il suo valore ma preferisce dimostrarlo con le azioni e con i fatti, lasciando agli altri il giudizio delle proprie azioni, conscio e consapevole della propria onestà intellettuale e morale.